# KVTI
Koordinaten: 46° 32′ 37″ N, 122° 3′ 36″ W
KVTI ist ein US-amerikanischer nichtkommerzieller Hörfunksender aus Glenoma im US-Bundesstaat Washington. KVTI sendet auf der UKW-Frequenz 90,9 MHz. Eigentümer ist das Clover Park Technical College und Betrieben wird der Sender als Northwest Indie Radio von der Washington State University.